# Nephodia flaviplaga
Nephodia flaviplaga är en fjärilsart som beskrevs av W. Warren 1904. Nephodia flaviplaga ingår i släktet Nephodia och familjen mätare. Inga underarter finns listade i Catalogue of Life.